# Tetragnatha dearmata
Tetragnatha dearmata este o specie de păianjeni din genul Tetragnatha, familia Tetragnathidae, descrisă de Thorell, 1873. Conform Catalogue of Life specia Tetragnatha dearmata nu are subspecii cunoscute.

## Galerie

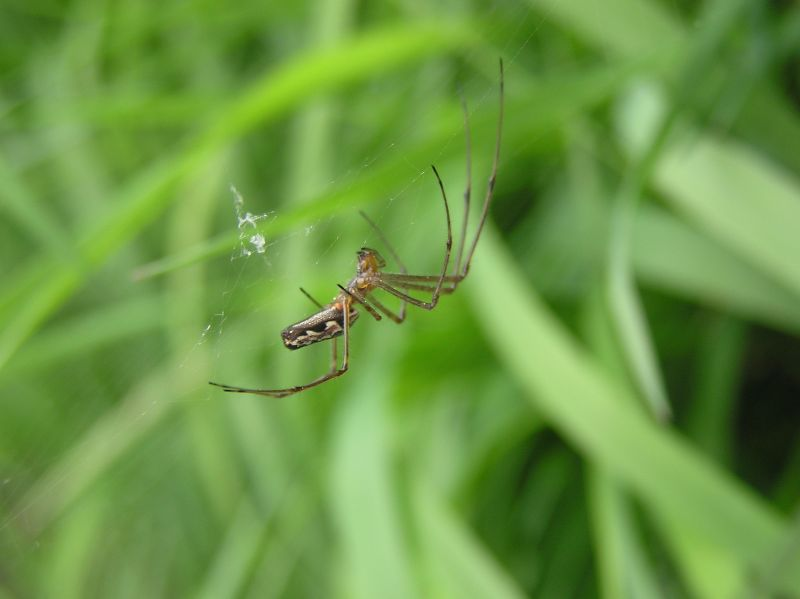
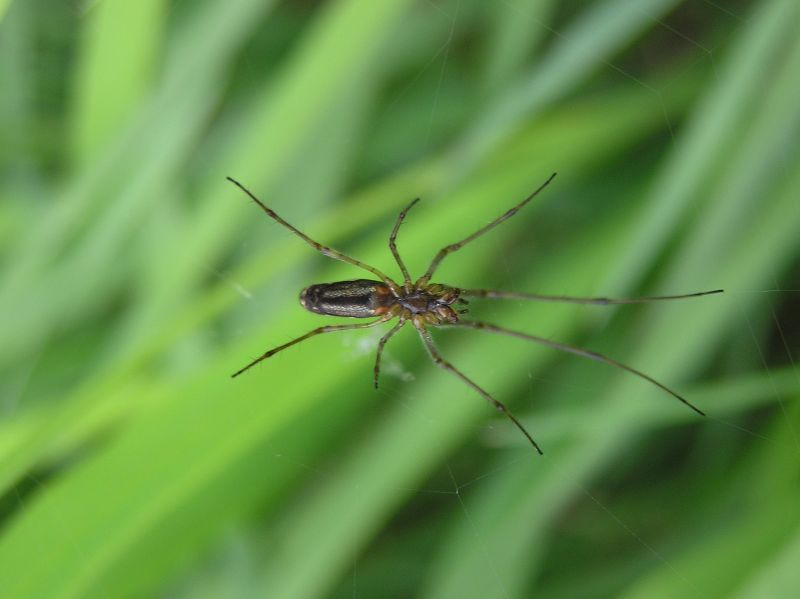